# Кузьминець (Расіня)
Кузьминець (хорв. Kuzminec) — населений пункт у Хорватії, у Копривницько-Крижевецькій жупанії у складі громади Расіня.

## Населення
Населення за даними перепису 2011 року становило 299 осіб.
Динаміка чисельності населення поселення: